# HD 177074
HD 177074，又名CD-3116306，SAO 210883、HR 7211，是一颗恒星，视星等为5.5，位于銀經5.88，銀緯-16.16，其B1900.0坐标为赤經18h 57m 59.8s，赤緯-31° -16.16′ 37″。